# Жан Бергоньє
Жан Бергоньє (фр. Jean Bergonié; 7 жовтня 1857 — 2 січня 1925) — французький лікар, фізіотерапевт, радіолог. Заклав основи фізіотерапії та рентгенології у Франції. Першим встановив залежність між деякими властивостями клітин живого організму і їх чутливістю до іонізуючого випромінювання. Це відкриття увійшло в аннали медицини в 1906 році під назвою «закон Бергоньє-Трибондо» (дослідження проводилося спільно з іншим вченим L. Tribondeau). Відповідно до даного закону, клітини тим чутливіші до опромінення, чим швидше вони розмножуються, чим триваліше у них фаза мітозу і чим менше вони диференційовані. Але пізніше формулювання були дещо змінена. Також Жан Бергоньє запропонував використовувати метод гальванізації для лікування невриту лицьового нерва, невралгії трійчастого нерва. З цією метою він рекомендував використовувати електроди з трьома відростками, розташованими у формі літери «Е» (маска Бергоньє), або двома відростками (напівмаска). Є засновником Інституту фізіотерапії в Бордо (1897).